# Miletus diopeithes
Miletus diopeithes är en fjärilsart som beskrevs av Hans Fruhstorfer 1913. Miletus diopeithes ingår i släktet Miletus och familjen juvelvingar. Inga underarter finns listade i Catalogue of Life.